# Phaenolobus antennator
Phaenolobus antennator là một loài tò vò trong họ Ichneumonidae.